# Ornsby Hill
Ornsby Hill – wieś w Anglii, w hrabstwie Durham. Leży 13 km na północny zachód od miasta Durham i 384 km na północ od Londynu.